# Biała Rządowa
Biała Rządowa – wieś w Polsce położona w województwie łódzkim, w powiecie wieluńskim, w gminie Biała.
Na jej terenie znajduje się bank, przedszkole i dom strażaka OSP.
W latach 1975–1998 miejscowość administracyjnie należała do województwa sieradzkiego.